# Godardia magnifica
Godardia magnifica är en fjärilsart som beskrevs av Hans Rebel 1914. Godardia magnifica ingår i släktet Godardia och familjen praktfjärilar. Inga underarter finns listade i Catalogue of Life.